# Xiaoshanzi
Xiaoshanzi (kinesiska: 小山子, 小山子镇) är en köpinghuvudort i Kina. Den ligger i provinsen Heilongjiang, i den nordöstra delen av landet, omkring 120 kilometer sydost om provinshuvudstaden Harbin. Antalet invånare är 33 519. Befolkningen består av 16 332 kvinnor och 17 187 män. Barn under 15 år utgör 14,0 %, vuxna 15-64 år 78 %, och äldre över 65 år 6,0 %.
Runt Xiaoshanzi är det ganska tätbefolkat, med 111 invånare per kvadratkilometer. Närmaste större samhälle är Longfengshan, 15,8 km söder om Xiaoshanzi. Omgivningarna runt Xiaoshanzi är en mosaik av jordbruksmark och naturlig växtlighet.
Genomsnittlig årsnederbörd är 931 millimeter. Den regnigaste månaden är juli, med i genomsnitt 211 mm nederbörd, och den torraste är januari, med 8 mm nederbörd.